# Jean Ipoustéguy

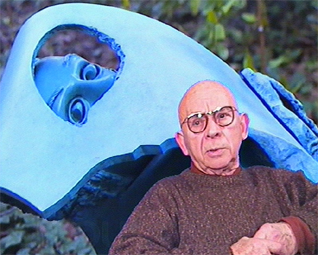
Jean Ipoustéguy, 1995

Jean Robert Ipoustéguy (* 6. Januar 1920 in Dun-sur-Meuse, Lothringen; † 8. Februar 2006 ebenda; eigentlich Jean Robert) war ein französischer Bildhauer, Zeichner, Aquarellist und Schriftsteller. Der Künstler, der sich den Geburtsnamen seiner Mutter zulegte, lebte und arbeitete ab 1949 in Choisy-le-Roi bei Paris.

## Leben
Ipoustéguy wuchs in bescheidenen Verhältnissen in einer lothringischen Familie auf. Im Alter von 18 Jahren kam er nach Paris, wo er ab 1938 die von Robert Lesbounit erteilten Abendkurse für Zeichnen und Malerei an der städtischen Kunstschule (cours du soir de la ville de Paris) besuchte. Abgesehen davon blieb er zeit seines Lebens ein Autodidakt und wurde, da er keine akademische Ausbildung nachweisen konnte und sich abseits der großen Kunstströmungen seiner Zeit bewegte, von offiziellen Kreisen lange ignoriert. Er sagte: Vielleicht bin ich etwas randständig. Ich bin ein Kind der Banlieue und die wenige Bildung, die ich habe, die habe ich in Abendkursen und Museen erworben.
Nachdem er im Zweiten Weltkrieg als Soldat gedient hatte, widmete Ipoustéguy sich zunächst der Malerei und dem Entwurf von Bleiglasfenstern und wirkte in den Jahren 1947 bis 1948 an der Ausgestaltung der Kirche Saint-Jacques-le-Majeur in Montrouge mit. Nach dem Umzug nach Choisy-le-Roi im Jahr 1949 schuf er fast ausschließlich Plastiken. Als Bildhauer fand er dank Henri-Georges Adam, einem der Gründer des Salon de Mai Eingang in diesen wichtigen Kunstsalon. Er war Teilnehmer der documenta III in Kassel im Jahr 1964 und auch auf der documenta 6 im Jahr 1977 als Künstler vertreten.
Jean Ipoustéguy kehrte im Jahr 2004 in seine Heimatstadt Dun-sur-Meuse zurück. Dort starb er am 8. Februar 2006 im Alter von 86 Jahren. Er ruht auf dem Cimetière Montparnasse in Paris.

## Auszeichnungen
- 1964: Bright-Preis (Biennale von Venedig)
- 1968: Kunstpreis der Stadt Darmstadt
- 1977: Grand Prix national des Arts
- 1981: Assoziiertes Mitglied der Académie royale des Sciences, des Lettres et des Beaux-Arts de Belgique[2]
- 1984: Ritter der Ehrenlegion
- 1989: Kunstpreis der Heitland Foundation, Celle
- 2003: Prix de sculpture de la Fondation Simone et Cino Del Duca, Paris[3]

## Werk

### Grundsätze
Ipoustéguys Frühwerk zeichnet sich durch architektonisch-abstrakte Formen aus, bevor er sich etwa im Jahr 1955 figurativen, expressionistisch geprägten Themen zuwandte. Werke wie La rose (1955) oder Le cénotaphe (1957) stehen deutlich unter dem Einfluss von Henri-Georges Adam, jedoch entfernte Ipoustéguy sich bald von den für diese Werke charakteristischen klaren Linien und fand zu einem abrupteren, ausdrucksstarken, dynamischeren Stil. Seine Hauptinspirationsquelle wurde der Surrealismus und fortan stand der Mensch im Zentrum seines Werkes. Die erste lebensgroße menschliche Figur war L'homme (1963). Neben sozialen Themen mit erotischen Motiven setzte der Künstler sich mit dem Tod auseinander.
Seine Werke werden unter anderem in dem Kulturzentrum seiner Heimatstadt Dun-sur-Meuse gezeigt, sind in vielen Städten wie beispielsweise Paris, Berlin und Washington im öffentlichen Raum präsent und fanden weltweit Eingang in zahlreiche Museen.

### Plastiken
- 1958: Casque fendu
- 1962: La Terre, Bronze, Tate Collection
- 1962: Remoulus, Bronze, Galerie Claude Bernard
- 1963: L'homme, Bronze, Berlin, Max-Delbrück-Centrum
- 1966: Homme passant la porte, Celle, auf der Stechbahn
- 1968: La mort du père
- 1972: Le mangeur de gardiens
- 1975: Hydrorrhage, Bronze, Paris, Quai Saint Bernard, Musée de sculptures en plein air
- 1976: Scène comique de la vie moderne
- 1977: Grand Val de Grace, im Innenhof der Materialprüfungsanstalt der TU Darmstadt
- 1979: L'homme construit sa ville oder Alexandre devant Ekbatana, deutsch: Der Mensch baut seine Stadt oder Alexander vor Ekbatana, Berlin, vor dem Internationalen Congress Centrum (ICC), (nach massiver Kritik seit 2005 eingelagert)
Die 1980 aufgestellte Skulptur aus Gussstahl und Beton war ein Auftragswerk des Senats, das aus einem eingeschränkten Gestaltungswettbewerb hervorgegangen war. Es rühmt Alexander den Großen als Städtebauer. Das Monument ist 6,50 m hoch und 20 m lang und stand auf einem 70 Tonnen schweren Betonsockel. Neben der Hauptfigur, deren Name aus dem Persischen sinngemäß Zusammenkunft bedeutet, befinden sich ein Berliner Bär und der Eckensteher Nante an Alexanders Seite auf dem Sockel.[4]
- 1983: A la lumière de chacun, vor der Französischen Botschaft in Washington[5]
- 1984: L'Homme au semelles devant, Hommage an Arthur Rimbaud, Bronze, Paris, Boulevard Morland, vor der Bibliothèque de l’Arsenal
- 1985: Lecture (eingedeutscht: „Die Lesende“), vor der Stadtbibliothek in Celle, Arno-Schmidt-Platz[6]
- 1989: A la santé de la Révolution, Bronze, Bagnolet, Parc Jean-Moulin – Les Guilands
- 1991: Nicolas Appert, Bronzesäule, Châlons-en-Champagne, Auftragswerk für die Association internationale Nicolas Appert.
- 1999: Porte du Ciel, Stahlskulptur, Braunschweig, vor der Kirche St. Albertus Magnus

### Werke in Museen
- Abu Dhabi, National Museum of Saadiyat Island
- Baltimore, Baltimore Museum of Art
- Berlin, Nationalgalerie
- Bobigny, Fonds Departemental d’Art Contemporain
- Châlons-en-Champagne, Musée des Beaux-Arts et d'Archéologie.
- Chicago, Art Institute
- Darmstadt, Hessisches Landesmuseum
- Dun-sur-Meuse, Centre Ipoustéguy
- Grenoble, Musée d’Art Moderne
- Hannover, Sprengel Museum
- Kopenhagen, Ny Carlsberg Glyptotek
- London, Tate Gallery
- London, Victoria and Albert Museum
- Lyon, Musée des Beaux-Arts
- Marseille, Musée Cantini
- Melbourne, National Gallery of Victoria
- New York, Museum of Modern Art
- New York, Solomon R. Guggenheim Museum
- Oberhausen, Ludwig Galerie Schloss Oberhausen
- Paris, Musée d’art moderne de la Ville de Paris
- Paris, Musée de la Sculpture en Plein Air.
- Pittsburgh, Carnegie Museum.
- Tokyo, Hakone Museum of Art
- Toulouse, Artothèque.
- Troyes, Musée d’Art Moderne.
- Washington, Hirshhorn Museum and Sculpture Garden

### Schriften
- 1997: Chronique des jeunes années. Erinnerungen. Editions La Différence, ISBN 2-7291-1147-6.
- 2000: Les Passerelles du purgatoire. Gedichte. Editions La Différence, ISBN 2-7291-1338-X.
- 2002: Agent secret. Roman. Editions La Différence, ISBN 2-7291-1416-5.